# Walraven van Heeckeren van Molecaten

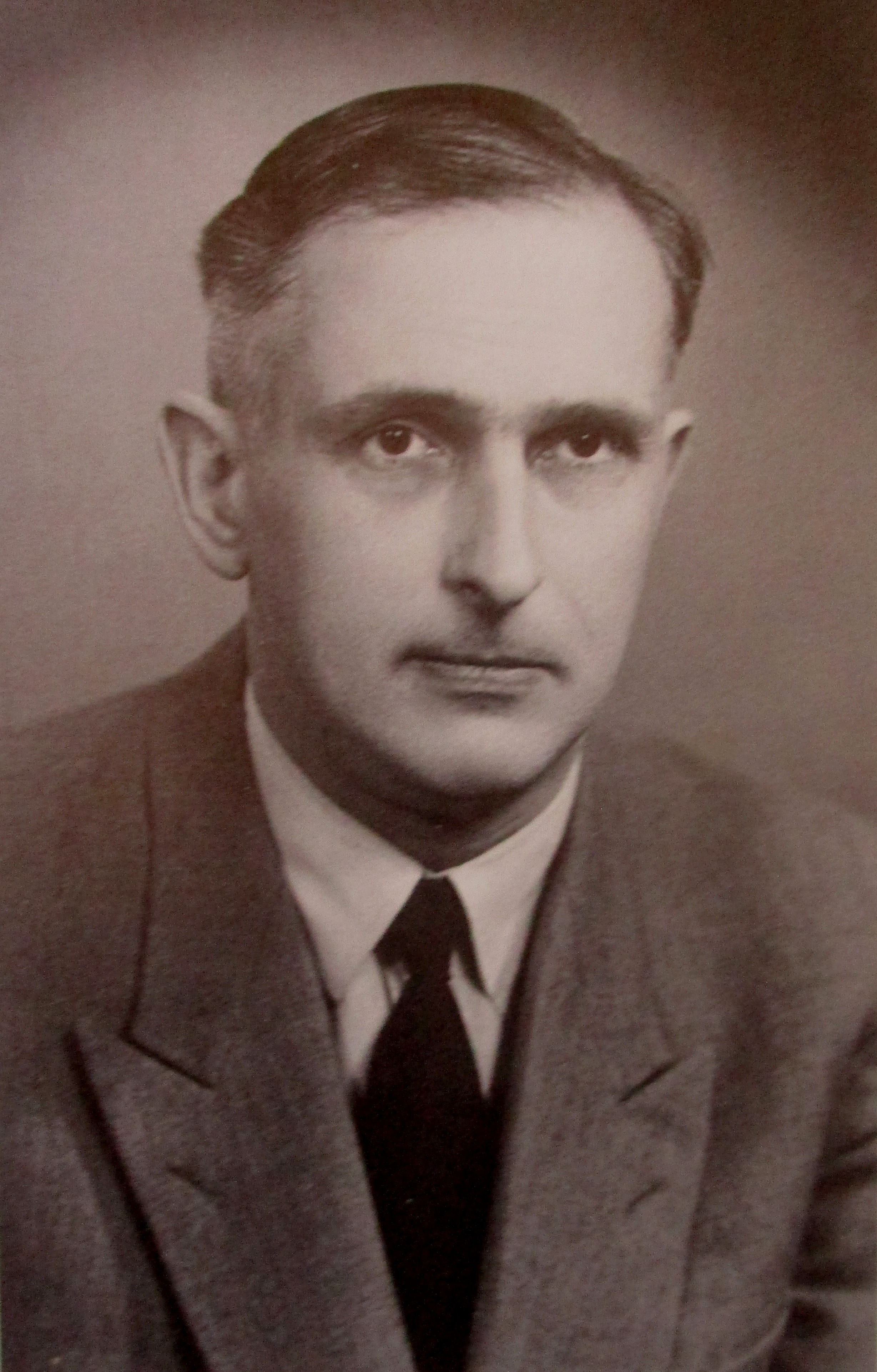
Walraven van Heeckeren van Molecaten

Walraven Jacob baron van Heeckeren van Molecaten (Oldebroek, huis Molecaten, 28 maart 1914 – Utrecht, 12 februari 2001) was in de jaren 1950 tot 1956 particulier secretaris van koningin Juliana der Nederlanden.

## Familie
Van Heeckeren was een lid van de oude adellijke familie Van Heeckeren. Hij was een zoon van Evert Walraven baron van Heeckeren van Molecaten (1879-1942) en jkvr.
Adolphine Agneta Groeninx van Zoelen (1885-1967), grootmeesteres van koningin Juliana en lid van de familie Groeninx van Zoelen. Van Heeckeren verloofde zich met Marie Antonia (Rita) Nitschmann (1912-2005), weduwe van J.E. Pennink, op dat moment kinderverzorgster van de twee jongste prinsesjes. Na hun huwelijk op 10 maart 1951 legde zij haar functie neer. Uit het huwelijk werden geen kinderen geboren.

## Loopbaan
Van Heeckeren haalde zijn kandidaatsexamen economie in Rotterdam, maar studeerde niet verder. In de oorlogsjaren was hij commandant van de Binnenlandse Strijdkrachten, afdeling Hattem. In 1946 werd hij secretaris bij het Nederlandsch Genootschap voor Internationale Zaken, het tegenwoordige Instituut Clingendael.

### Hofdignitaris
Van Heeckeren werd per 15 januari 1950 benoemd tot particulier secretaris van koningin Juliana. In de nasleep van de Greet Hofmans-affaire en de gedwongen reorganisatie van het hof, werd Van Heeckeren per 1 januari 1957 ontslagen als particulier secretaris, op hetzelfde moment dat zijn moeder als grootmeesteres werd ontslagen. Het ontslag werd "op de meest eervolle wijze verleend met dank voor de bewezen diensten, voor uitzonderlijke trouw en voor de opofferingsgezindheid"; hij werd tegelijkertijd benoemd tot commandeur in de Huisorde van Oranje en nog twee jaar doorbetaald.
Na zijn ontslag heeft hij, tot aan het jaar van zijn overlijden, gewerkt aan het opschrijven van zijn herinneringen als secretaris van Juliana. De journalist Henk Lunshof (1904-1978) had op 11 oktober 1956 een drie uur durend gesprek met hem, onder de voorwaarde dat het samenzijn geheim bleef. Na het overlijden van Lunshof werden de door hem gemaakte aantekeningen alsnog publiek toen ze in 2008 overgebracht werden naar het Internationaal Instituut voor Sociale Geschiedenis in Amsterdam.
In dat verslag laat Van Heeckeren zich zeer negatief uit over de leden van de Commissie van Drie onder leiding van Louis Beel die onderzoek deed naar de kwestie Hofmans. Hij noemde Beel "door en door corrupt" en prinses Beatrix een "ras-intrigante". Ook over prins Bernhard en zijn moeder prinses Armgard liet hij zich nogal negatief uit.
Na het ontslag heeft de koningin Van Heeckeren noch diens moeder teruggezien; alleen Rita van Heeckeren-Nitschmann heeft in 1992 Juliana nog gezien toen de laatste haar opzocht in Zeist.
Ook na het overlijden van Greet Hofmans hebben Walraven en zijn vrouw het missiewerk dat zij gezamenlijk deden voortgezet. Zij waren betrokken bij diverse ideële stichtingen, zoals 'Landgoed Molecaten', 'Open Veldwerk' en 'Dienst en Ruimte'. Dertig jaar na het overlijden van Greet Hofmans heeft Walraven via zijn stichting Molecaten ervoor gezorgd dat de grafrechten voor het graf van haar op begraafplaats Zorgvlied verlengd werd.

### Landgoedbeheer
Daarna wijdde hij zich, met zijn broer, aan het beheer van hun landgoed Molecaten, met name na het overlijden van hun moeder in 1967. Hij werd na de oprichting in 1980 secretaris van de Vereniging Nederlandse Landgoederen. Hij deed ook onderzoek naar de geschiedenis van het landgoed Molecaten.